# Elkalyce diporides
Elkalyce diporides là một loài bướm ngày nhỏ được tìm thấy ở Ấn Độ, thuộc họ Bướm xanh.